# Motrišta (časopis)
Motrišta – Časopis za kulturu, znanost i društvena pitanja, časopis je Ogranka Matice hrvatske u Mostaru. Donosi članke, izvješća, oglede i osvrte iz područja kazališne i scenske umjetnosti, kulture te društvenih znanosti. Godišnje izlazi u četiri broja, nerijetko u obliku dvobroja.
Časopis je referiran u CEEOL-u.
Na Međunarodnom sajmu knjige u Sarajevu 2014. Motrišta su proglašena najboljim časopisom Jugoistočne Europe. Časopis je dobitnik Srebrne povelje Matice Hrvatske (2016.).
Stoti broj, iz 2018., bio je posvećen 20. obljetnici festivala Mostarsko proljeće – Dani Matice hrvatske Mostar.
Prvi urednik bio je prof. Jago Musa, nakon njega Miro Petrović. Sadašnji urednik je Josip Muselimović.